# Qualifications du tournoi féminin de hockey sur gazon aux Jeux olympiques d'été de 2024
Les qualifications du tournoi féminin de hockey sur gazon aux Jeux olympiques d'été de 2024 aura lieu entre août 2023 et janvier 2024, attribuant douze équipes pour le tournoi final. Les cinq zones de la FIH (Fédération internationale de hockey) devraient avoir une représentation continentale dans l'épreuve olympique de hockey sur gazon.
Le pays hôte, la France, reçoit une place de quota directe dans le tournoi féminin après avoir atteint les vingt-cinq premières places ou plus dans le classement mondial de la FIH. La moitié restante du peloton attribuera les places de quota aux trois meilleures équipes dans chacun des deux tournois de qualification olympique distincts de la FIH.
La moitié restante du quota total sera attribuée au groupe de huit équipes dans le cadre de chacun des deux tournois de qualification olympique (OQT) distincts de la FIH, prévus pour janvier 2024. Les trois meilleurs CNO éligibles à la fin de chaque tournoi obtiendront les places pour compléter le groupe de douze équipes de Paris 2024,.
Les équipes basées sur les quotas continentaux, déterminés par le nombre de CNO de chaque continent dans le top 22 du classement mondial de la FIH, sont éligibles pour participer à chacun des deux OQT. De ces quotas, six nations (la France, pays hôte et cinq vainqueurs continentaux) qualifiées pour Paris seront retirées de la liste, laissant le reste aux CNO éligibles les mieux classés dans chacune des rencontres continentales.

## Revue des équipes qualifiées
| Événement                                        | Dates                         | Lieu            | Quotas | Qualifiés                        |
| ------------------------------------------------ | ----------------------------- | --------------- | ------ | -------------------------------- |
| Pays hôte                                        | 13 septembre 2017             | Lima            | 1      | France                           |
| Coupe d'Océanie 2023                             | 10 - 13 août 2023             | Whangarei       | 1      | Australie                        |
| Championnat d'Europe 2023                        | 18 - 27 août 2023             | Mönchengladbach | 1      | Pays-Bas                         |
| Jeux asiatiques 2022                             | 25 septembre - 7 octobre 2023 | Hangzhou        | 1      | Chine                            |
| Jeux panaméricains 2023                          | 25 octobre - 4 novembre 2023  | Santiago        | 1      | Argentine                        |
| Tournoi africain de qualification olympique 2023 | 29 octobre - 5 novembre 2023  | Pretoria        | 1      | Afrique du Sud                   |
| Tournoi de qualification olympique 2024          | 13 - 20 janvier 2024          | Valence         | 3      | Belgique Espagne Grande-Bretagne |
| Tournoi de qualification olympique 2024          | 13 - 19 janvier 2024          | Ranchi          | 3      | Allemagne États-Unis Japon       |

## Pays hôte
En tant que pays hôte, la France reçoit une place de quota directe dans le tournoi masculin après avoir atteint les vingt-cinq premières places ou plus dans le classement mondial de la FIH,.

## Critères
En cas d'égalité de points de plusieurs équipes à l'issue des matchs de poule, les critères suivants sont appliqués dans l'ordre indiqué pour établir leur classement:
1. Points de chaque équipe,
2. Matchs gagnés,
3. Différence de buts,
4. Buts pour,
5. Plus grand nombre de points obtenus dans les matchs de poule disputés entre les équipes concernées,
6. Buts marqués en plein jeu.

## Tournois de qualifications continentaux

### Coupe d'Océanie 2023
| Rang                       | Équipe               | J | V | N | P | BP | BC | +/- | Pts | Classement mondial FIH | Classement mondial FIH | Classement mondial FIH |
| Rang                       | Équipe               | J | V | N | P | BP | BC | +/- | Pts | Avant                  | Après                  | +/-                    |
| -------------------------- | -------------------- | - | - | - | - | -- | -- | --- | --- | ---------------------- | ---------------------- | ---------------------- |
| Médaille d'or, Océanie     | Australie            | 7 | 2 | 1 | 0 | 7  | 3  | +4  | 7   | 2                      | 2                      | 0                      |
| Médaille d'argent, Océanie | Nouvelle-Zélande H T | 1 | 0 | 1 | 2 | 3  | 7  | -4  | 1   | 9                      | 9                      | 0                      |

|  | Nation qualifiée pour les Jeux olympiques 2024                   |
|  | Nation qualifiée pour le tournoi de qualification olympique 2024 |

### Euro 2023
| Rang                       | Groupe | Équipe      | J | V | N | P | BP | BC | +/- | Pts | Classement mondial FIH | Classement mondial FIH | Classement mondial FIH |
| Rang                       | Groupe | Équipe      | J | V | N | P | BP | BC | +/- | Pts | Avant                  | Après                  | +/-                    |
| -------------------------- | ------ | ----------- | - | - | - | - | -- | -- | --- | --- | ---------------------- | ---------------------- | ---------------------- |
| Médaille d'or, Europe      | A      | Pays-Bas T  | 5 | 5 | 0 | 0 | 22 | 2  | +20 | 15  | 1                      | 1                      | 0                      |
| Médaille d'argent, Europe  | A      | Belgique    | 5 | 3 | 0 | 2 | 13 | 5  | +8  | 9   | 5                      | 4                      | +1                     |
| Médaille de bronze, Europe | B      | Allemagne H | 5 | 4 | 0 | 1 | 17 | 1  | +16 | 12  | 4                      | 5                      | -1                     |
| 4                          | B      | Angleterre  | 5 | 2 | 0 | 3 | 8  | 15 | -7  | 6   | 6                      | 6                      | 0                      |
| 5                          | B      | Irlande     | 5 | 1 | 2 | 2 | 8  | 11 | -3  | 5   | 13                     | 13                     | 0                      |
| 6                          | A      | Espagne     | 5 | 1 | 1 | 3 | 6  | 14 | -8  | 4   | 7                      | 8                      | -1                     |
| 7                          | B      | Écosse      | 5 | 1 | 1 | 3 | 3  | 16 | -13 | 4   | 18                     | 17                     | +1                     |
| 8                          | A      | Italie      | 5 | 0 | 2 | 3 | 2  | 15 | -13 | 2   | 17                     | 18                     | -1                     |

|  | Nation qualifiée pour les Jeux olympiques 2024 et l'Euro 2025                   |
|  | Nation qualifiée pour le tournoi de qualification olympique 2024 et l'Euro 2025 |
|  | Nation qualifiée pour le tournoi de qualification olympique 2024                |
|  | Nation qualifiée pour les Jeux olympiques 2024 (en tant que pays hôte)          |

### Jeux asiatiques 2022
| Rang                     | Groupe | Équipe       | J | V | N | P | BP | BC | Diff | Pts | Classement mondial FIH | Classement mondial FIH | Classement mondial FIH |
| Rang                     | Groupe | Équipe       | J | V | N | P | BP | BC | Diff | Pts | Avant                  | Après                  | +/-                    |
| ------------------------ | ------ | ------------ | - | - | - | - | -- | -- | ---- | --- | ---------------------- | ---------------------- | ---------------------- |
| Médaille d'or, Asie      | B      | Chine H      | 6 | 5 | 0 | 1 | 49 | 2  | +47  | 15  | 11                     | 10                     | +1                     |
| Médaille d'argent, Asie  | A      | Corée du Sud | 6 | 3 | 2 | 1 | 19 | 5  | +14  | 11  | 12                     | 12                     | 0                      |
| Médaille de bronze, Asie | A      | Inde         | 6 | 4 | 1 | 1 | 35 | 6  | +29  | 13  | 7                      | 7                      | 0                      |
| 4                        | B      | Japon T      | 6 | 4 | 1 | 1 | 34 | 4  | +30  | 13  | 10                     | 11                     | -1                     |
| 5                        | A      | Malaisie     | 5 | 3 | 0 | 2 | 18 | 13 | +5   | 9   | 19                     | 18                     | +1                     |
| 6                        | B      | Thaïlande    | 5 | 2 | 0 | 3 | 8  | 28 | -20  | 6   | 30                     | 29                     | +1                     |
| 7                        | A      | Singapour    | 5 | 2 | 0 | 3 | 4  | 25 | -21  | 6   | 34                     | 31                     | +3                     |
| 8                        | B      | Kazakhstan   | 5 | 1 | 0 | 4 | 2  | 26 | -24  | 3   | 35                     | 37                     | -2                     |
| 9                        | A      | Hong Kong    | 5 | 1 | 0 | 4 | 2  | 30 | -28  | 3   | 36                     | 35                     | +1                     |
| 10                       | B      | Indonésie    | 5 | 0 | 0 | 5 | 2  | 34 | -32  | 0   | 69                     | 75                     | -6                     |

|  | Nation qualifiée pour les Jeux olympiques 2024 et les Jeux asiatiques de 2026                   |
|  | Nation qualifiée pour le Tournoi de qualification olympique 2024 et les Jeux asiatiques de 2026 |
|  | Nation qualifiée pour les Jeux asiatiques de 2026                                               |

### Jeux panaméricains 2023
| Rang                         | Groupe | Équipe            | J | V | N | P | BP | BC | +/- | Pts | Classement mondial FIH | Classement mondial FIH | Classement mondial FIH |
| Rang                         | Groupe | Équipe            | J | V | N | P | BP | BC | +/- | Pts | Avant                  | Après                  | +/-                    |
| ---------------------------- | ------ | ----------------- | - | - | - | - | -- | -- | --- | --- | ---------------------- | ---------------------- | ---------------------- |
| Médaille d'or, Amérique      | A      | Argentine T       | 5 | 5 | 0 | 0 | 39 | 2  | +37 | 12  | 3                      | 3                      | 0                      |
| Médaille d'argent, Amérique  | A      | États-Unis        | 5 | 2 | 1 | 2 | 21 | 8  | +13 | 7   | 16                     | 15                     | +1                     |
| Médaille de bronze, Amérique | B      | Chili H           | 5 | 4 | 1 | 0 | 17 | 1  | +16 | 13  | 14                     | 14                     | 0                      |
| 4                            | B      | Canada            | 5 | 2 | 0 | 3 | 12 | 8  | +4  | 6   | 15                     | 16                     | -1                     |
| 5                            | A      | Uruguay           | 5 | 3 | 0 | 2 | 17 | 11 | +6  | 9   | 25                     | 24                     | +1                     |
| 6                            | B      | Cuba              | 5 | 1 | 1 | 3 | 3  | 13 | -10 | 4   | 40                     | 39                     | +1                     |
| 7                            | A      | Trinité-et-Tobago | 5 | 1 | 0 | 4 | 1  | 48 | -47 | 3   | 47                     | 49                     | -2                     |
| 8                            | B      | Mexique           | 5 | 0 | 1 | 4 | 1  | 20 | -19 | 1   | 30                     | 35                     | +5                     |

|  | Nation qualifiée pour les Jeux olympiques 2024                   |
|  | Nation qualifiée pour le Tournoi de qualification olympique 2024 |

### Tournoi africain de qualification 2023
| Rang                        | Groupe | Équipe             | J | V | N | P | BP | BC | +/- | Pts | Classement mondial FIH | Classement mondial FIH | Classement mondial FIH |
| Rang                        | Groupe | Équipe             | J | V | N | P | BP | BC | +/- | Pts | Avant                  | Après                  | +/-                    |
| --------------------------- | ------ | ------------------ | - | - | - | - | -- | -- | --- | --- | ---------------------- | ---------------------- | ---------------------- |
| Médaille d'or, Afrique      | A      | Afrique du Sud H T | 4 | 4 | 0 | 0 | 30 | 0  | +30 | 12  | 21                     | 20                     | +1                     |
| Médaille d'argent, Afrique  | A      | Nigeria            | 4 | 2 | 0 | 2 | 3  | 14 | -11 | 6   | 38                     | 34                     | +4                     |
| Médaille de bronze, Afrique | B      | Kenya              | 5 | 4 | 0 | 1 | 11 | 4  | +7  | 12  | 36                     | 30                     | +6                     |
| 4                           | B      | Ghana              | 5 | 2 | 0 | 3 | 12 | 15 | -3  | 6   | 33                     | 36                     | -3                     |
| 5                           | B      | Namibie            | 5 | 1 | 1 | 3 | 8  | 8  | 0   | 4   | 50                     | 66                     | -16                    |
| 6                           | B      | Zambie             | 4 | 1 | 0 | 3 | 4  | 16 | -12 | 3   | 73                     | 75                     | -2                     |
| 7                           | A      | Zimbabwe           | 3 | 0 | 1 | 2 | 3  | 14 | -11 | 1   | 39                     | 60                     | -21                    |

|  | Nation qualifiée pour les Jeux olympiques 2024 |

### Tournoi de qualification olympique 2024
| Rang               | Tournoi | Groupe | Équipe           | J | V | N | P | BP | BC | +/- | Pts | Classement mondial FIH | Classement mondial FIH | Classement mondial FIH |
| Rang               | Tournoi | Groupe | Équipe           | J | V | N | P | BP | BC | +/- | Pts | Avant                  | Après                  | +/-                    |
| ------------------ | ------- | ------ | ---------------- | - | - | - | - | -- | -- | --- | --- | ---------------------- | ---------------------- | ---------------------- |
| Médaille d'or      | Valence | A      | Belgique         | 5 | 4 | 1 | 0 | 28 | 4  | +24 | 13  | 4                      | 4                      | 0                      |
| Médaille d'or      | Ranchi  | A      | Allemagne        | 5 | 3 | 2 | 0 | 18 | 3  | +15 | 11  | 5                      | 5                      | 0                      |
| Médaille d'argent  | Ranchi  | B      | États-Unis       | 5 | 4 | 0 | 1 | 6  | 3  | +3  | 12  | 15                     | 12                     | +3                     |
| Médaille d'argent  | Valence | B      | Espagne H        | 5 | 3 | 1 | 1 | 14 | 3  | +11 | 10  | 8                      | 7                      | +1                     |
| Médaille de bronze | Ranchi  | A      | Japon            | 5 | 3 | 1 | 1 | 7  | 3  | +4  | 10  | 11                     | 9                      | +2                     |
| Médaille de bronze | Valence | B      | Grande-Bretagne  | 5 | 3 | 0 | 2 | 14 | 6  | +8  | 9   | 7                      | 6                      | +1                     |
| 4                  | Valence | A      | Irlande          | 5 | 2 | 2 | 1 | 12 | 3  | +9  | 8   | 13                     | 14                     | -1                     |
| 4                  | Ranchi  | B      | Inde H           | 5 | 2 | 1 | 2 | 10 | 6  | +4  | 7   | 6                      | 8                      | -2                     |
|                    |         |        |                  |   |   |   |   |    |    |     |     |                        |                        |                        |
| 5                  | Ranchi  | B      | Nouvelle-Zélande | 5 | 3 | 0 | 2 | 9  | 5  | +4  | 9   | 9                      | 11                     | -2                     |
| 5                  | Valence | A      | Corée du Sud     | 5 | 3 | 0 | 2 | 10 | 14 | -4  | 9   | 12                     | 13                     | -1                     |
| 6                  | Valence | B      | Canada           | 5 | 2 | 0 | 3 | 7  | 9  | -2  | 6   | 16                     | 16                     | 0                      |
| 6                  | Ranchi  | B      | Italie           | 5 | 0 | 1 | 4 | 4  | 15 | -11 | 1   | 19                     | 19                     | 0                      |
| 7                  | Ranchi  | A      | Chili            | 5 | 2 | 1 | 2 | 9  | 7  | +2  | 7   | 14                     | 15                     | -1                     |
| 7                  | Valence | A      | Ukraine          | 5 | 1 | 0 | 4 | 2  | 27 | -25 | 3   | 28                     | 28                     | 0                      |
| 8                  | Valence | B      | Malaisie         | 5 | 0 | 0 | 5 | 2  | 23 | -21 | 0   | 18                     | 23                     | -5                     |
| 8                  | Ranchi  | A      | Tchéquie         | 5 | 0 | 0 | 5 | 0  | 21 | -21 | 0   | 25                     | 26                     | -1                     |

|  | Nation qualifiée pour les Jeux olympiques 2024 |